# آفورد، ابردین‌شیر
longitudeآفورد، ابردین‌شیرlatitudeآفورد، ابردین‌شیر
آفورد ([Aaford یا Awfort] Error: {{Lang-xx}}: متن دارای نشانه‌گذاری ایتالیک است (راهنما)) روستایی بزرگ در ابردین‌شیر در شمالشرقی اسکاتلند است که در جنوب "رود دون" واقع شده است. بر اساس سرشماری سال ۲۰۰۱ بالغ بر ۱٬۹۲۵ جمعیت دارد